# 박현욱 (소설가)
박현욱(1967년~)은 대한민국의 소설가이다. 2001년의 《동정 없는 세상》이라는 작품으로 제6회 문학동네 신인작가상을 수상하며 등단했으며, 2006년 장편소설 《아내가 결혼했다》로 제2회 세계문학상 수상했다.